# Keep the Spirit
Keep the Spirit är ett samlingsalbum av det svenska power metal-bandet Dionysus, utgivet i juli 2008 på AFM Records. Skivan samlar utvalda låtar från deras tre studioalbum som samtliga gavs ut på AFM Records mellan 2002 och 2006.

## Låtlista
1. "March for Freedom" (från Anima Mundi) – 6:06
2. "My Heart Is Crying" (från Anima Mundi) – 5:03
3. "Spirit" (från Fairytales and Reality) – 5:33
4. "Illusion of Life" (från Fairytales and Reality) – 5:01
5. "Time Will Tell" (från Sign of Truth) – 5:06
6. "Anima Mundi" (från Anima Mundi) – 3:34
7. "Divine" (från Anima Mundi) – 4:12
8. "The World" (från Fairytales and Reality) – 3:20
9. "Eyes of the World" (från Anima Mundi) – 5:39
10. "True at Heart" (från Fairytales and Reality) – 4:47
11. "Forever More" (från Anima Mundi) – 4:55
12. "Bringer of War" (från Anima Mundi) – 5:08
13. "Don't Forget" (från Sign of Truth) – 6:05
14. "Key into the Past" (från Sign of Truth) – 5:26
15. "Bringer of Salvation" (från Sign of Truth) – 4:23
16. "Time Will Tell" (video clip) – 5:06

## Medverkande
Musiker
- Olaf Hayer – sång
- Johnny Öhlin – gitarr
- Magnus "Nobby" Noberg – basgitarr
- Kaspar Dahlqvist – keyboard
- Ronny Milianowicz – trummor